# Tachypeles
Tachypeles is een geslacht van kevers uit de familie van de loopkevers (Carabidae). De wetenschappelijke naam van het geslacht is voor het eerst geldig gepubliceerd in 2001 door Deuve.

## Soorten
Het geslacht Tachypeles omvat de volgende soorten:
- Tachypeles bechynei Deuve, 2004
- Tachypeles boulardi Deuve, 2004
- Tachypeles davidsoni Deuve, 2004
- Tachypeles degallieri Deuve, 2005
- Tachypeles durantoni Deuve, 2004
- Tachypeles hudsoni Deuve, 2004
- Tachypeles lecordieri Deuve, 2001
- Tachypeles moraguesi Deuve, 2005
- Tachypeles moretellus Deuve, 2005
- Tachypeles moretianus Deuve, 2004
- Tachypeles parallelipipedus Deuve, 2004
- Tachypeles perraulti Deuve, 2004
- Tachypeles rossii Deuve, 2004
- Tachypeles seriatopunctatoides Deuve, 2005
- Tachypeles shushufindiensis Deuve, 2005
- Tachypeles troglobioticus Deuve, 2004